# Premsa hidràulica

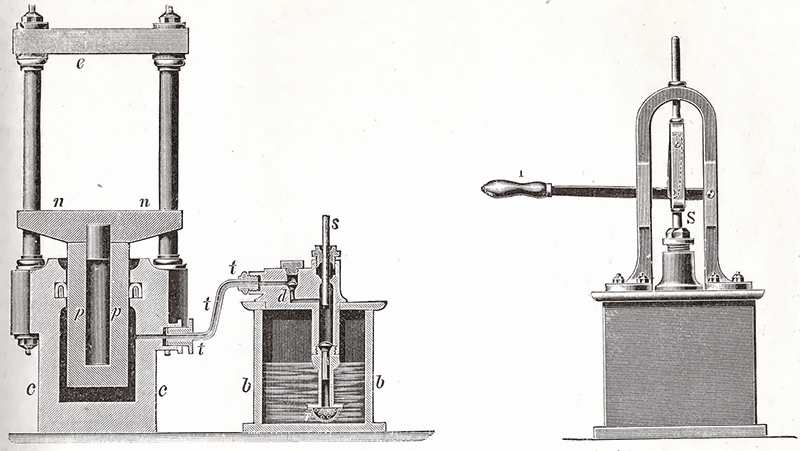
Antiga premsa hidràulica.

Una premsa hidràulica és un mecanisme format per dos cilindres o pistons de diferent àrea, un d'ells de gran diàmetre, units per vasos comunicants plens d'un líquid (aigua o oli). Gràcies al principi de Pascal, aplicant petites forces sobre el pistó petit se n'obtenen d'altres de grans al pistó gros. La pressió exercida sobre el pistó petit és transmesa pel líquid al pistó gros amb el mateix valor per unitat de superfície, i per tant, la pressió, en ser proporcional a la relació de diàmetres dels cilindres, serà molt més gran que l'aplicada.
Al segle xvii, a França, el matemàtic i filòsof Blaise Pascal va començar una investigació referent al principi mitjançant el qual la pressió aplicada a un líquid contingut en un recipient es transmet amb la mateixa intensitat en totes direccions. Gràcies a aquest principi es poden obtenir forces molt grans utilitzant altres relativament petites.
El rendiment de la premsa hidràulica guarda similituds amb el de la palanca, ja que s'obtenen pressions majors que les exercides però es minora la velocitat i la longitud de desplaçament, en similar proporció.

## Càlcul de la relació de forces

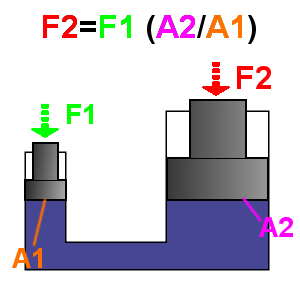
Esquema de forces i àrees d'una premsa hidràulica.

Quan s'aplica una força {\displaystyle F_{1}\,} sobre l'èmbol de menor àrea {\displaystyle a_{1}\,} es genera una pressió {\displaystyle p_{1}\,}:
{\displaystyle p_{1}={\frac {F_{1}}{A_{1}}}\,}
De la mateixa manera en el segon èmbol:
{\displaystyle p_{2}={\frac {F_{2}}{A_{2}}}\,}
S'observa que el líquid aquesta comunicat, després pel principi de Pascal, la pressió en els dos pistons és la mateixa, per tant es compleix que:
{\displaystyle p_{1}=p_{2}\,}
Això és:
{\displaystyle {\frac {F_{1}}{A_{1}}}={\frac {F_{2}}{A_{2}}}\,} i la relació de forces: {\displaystyle {\frac {F_{1}}{F_{2}}}={\frac {A_{1}}{A_{2}}}\,}
És a dir, la força resultant de la premsa hidràulica és:
{\displaystyle F_{2}=F_{1}{\frac {A_{2}}{A_{1}}}}
On:
{\displaystyle F_{1}\,} = força de l'èmbol menor en N, D, Kgf GF
{\displaystyle F_{2}\,} = força de l'èmbol major en N, D, Kgf GF
{\displaystyle A_{1}\,} = àrea de l'èmbol menor en m2 cm2 IN2
{\displaystyle A_{2}\,} = àrea de l'èmbol gran en m2 cm2 IN2